# Cantamoixons (Vilamolat de Mur)
Cantamoixons és un paratge del municipi de Castell de Mur, al Pallars Jussà, a l'antic terme de Mur. Pertany al territori de Vilamolat de Mur.
Està situat a llevant de Vilamolat de Mur, a llevant de la Collada de Rius i a ponent de la Vinya de Petit, a migdia de los Seixos.
Es tracta d'una partida de camps de conreu, amb una petita part ja abandonada.